# Familieverbond

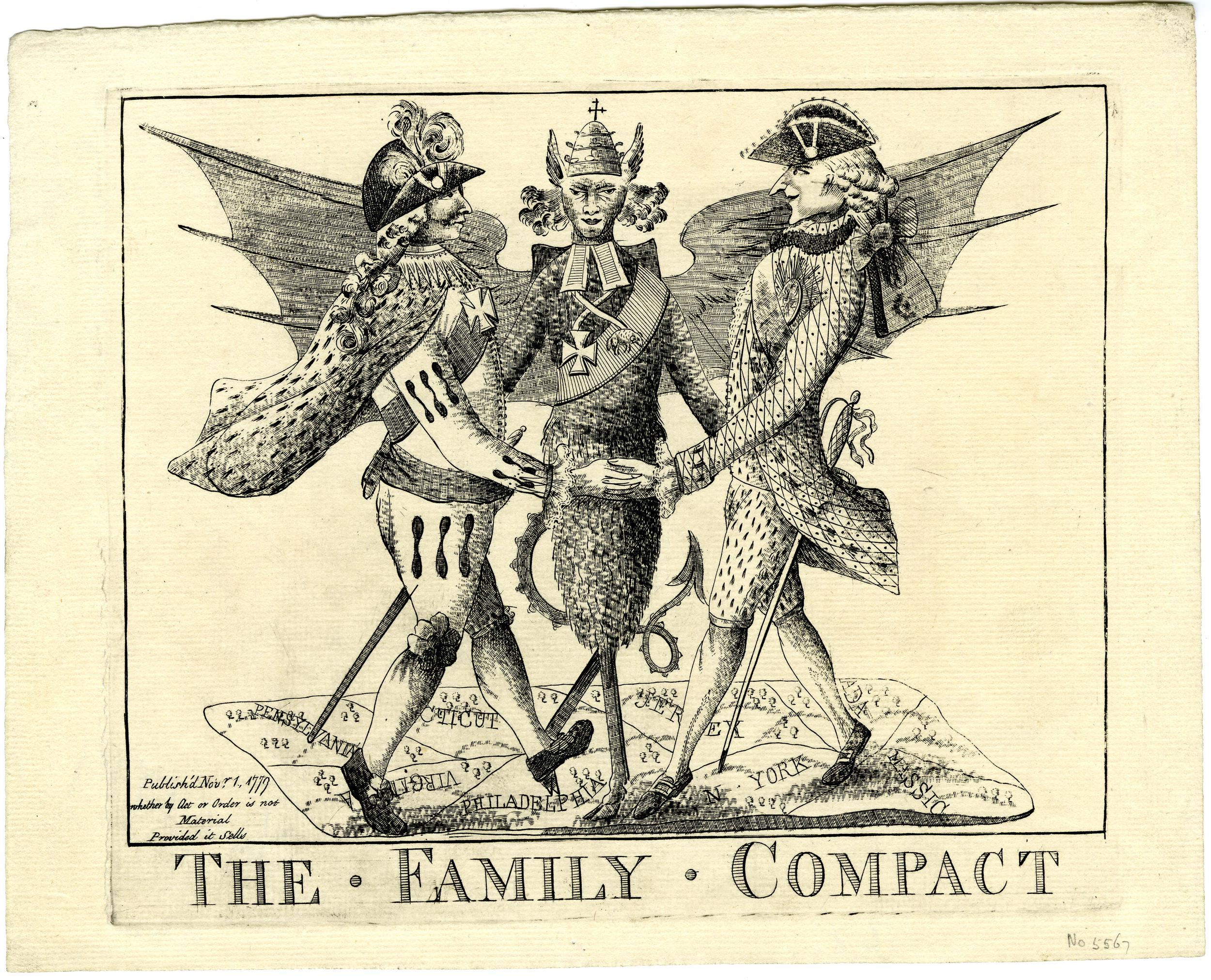
Spanje en Frankrijk samen op de kaart van Amerika (1779)

Het Familieverbond of Pacte de Famille (1733-1779) waren vier overeenkomsten in de 18e eeuw tussen het Koninkrijk Spanje en het Koninkrijk Frankrijk tegen het Koninkrijk Groot-Brittannië. De naam komt van de verwantschapsrelatie die bestond tussen de koningen die de pacten ondertekenden, allemaal behorend tot het Huis Bourbon.

## Voorgeschiedenis
Met de Vrede van Utrecht (1713), die de Spaanse Successieoorlog (1701-1713) beëindigde, werd overeengekomen dat het Huis Bourbon, die over het Koninkrijk Frankrijk en nu ook over het Spaanse Rijk regeerde, niet met elkaar mocht worden verenigd. De situatie veranderde toen Elisabetta Farnese, de tweede vrouw van koning Filips V van Spanje-Bourbon, haar verloren Italiaanse bezittingen terug wilde.

## Verbond van 1733, verdrag van Escorial
Frankrijk was verzeild geraakt in de Poolse Successieoorlog, omdat koning Lodewijk XV van Frankrijk zijn schoonvader Stanislaus Leszczyński steunde bij het veroveren van de Poolse troon. José Patiño, premier van Spanje en kardinaal Fleury, eerste minister van Frankrijk, ondertekenden in het Escorial een samenwerkingsverband.
Stanislaus Leszczyński zal Polen niet verwerven, maar het Hertogdom Lotharingen, dat een vazalstaat werd van Frankrijk. Elisabetta Farnese  kon aan haar zoon Karel, het Koninkrijk Napels en het Koninkrijk Sicilië schenken.

## Verbond van 1743, verdrag van Fontainebleau
Dit Verbond werd tijdens de Oostenrijkse Successieoorlog getekend. Lodewijk XV garandeerde opnieuw de positie van Karel in Napels en Sicilië, terwijl aan Filips, de tweede zoon van Filips V en Elisabetta Farnese, het hertogdom Parma, Piacenza en Guastalla in het vooruitzicht werd gesteld. Met de Vrede van Aken (1748) verkreeg Elisabetta Farnese voor haar zoon Filips effectief het hertogdom Parma en werd het huis Bourbon-Parma gesticht.

## Verbond van 1761, verdrag van Parijs
Door de diplomatieke revolutie werd Frankrijk meegesleept in de Zevenjarige Oorlog (1756-1763). Karel III van Spanje had geen zin om zich in een nieuwe oorlog te mengen, hij vond dat hij er meer mee kon verliezen, dan winnen, vooral overzees. Onder druk van de Franse minister van buitenlandse zaken Etienne François de Choiseul stapte Spanje in de Zevenjarige Oorlog tegen het Koninkrijk Groot-Brittannië in 1761. Choiseul hoopte op een derde partner, het neutrale Portugal. Portugal weigerde en Spanje viel Portugal binnen, hierop volgde de Spaans-Engelse Oorlog (1762-1763). De Vrede van Parijs (1763) was voor het familieverbond een serieuze aderlating.

## Verbond van 1779, verdrag van Aranjuez
Spanje schaarde zich aan de zijde van Frankrijk met het Verdrag van Aranjuez (1779) in de Amerikaanse Onafhankelijkheidsoorlog tegen het Britse Rijk.